# Chiara La Porta
Chiara La Porta (Prato, 7 giugno 1991) è una politica italiana, dal 13 ottobre 2022 deputata alla Camera per Fratelli d'Italia.

## Biografia
Nata il 7 giugno 1991 a Prato, inizia la sua militanza politica durante gli anni del liceo in Azione Giovani, l'organizzazione giovanile di Alleanza Nazionale, aderendo poi alla sua confluenza nella Giovane Italia, l'organizzazione giovanile del Popolo della Libertà (PdL).
A dicembre 2012 partecipa alla scissione del PdL guidata da Giorgia Meloni, Ignazio La Russa e Guido Crosetto che porta alla fondazione di Fratelli d'Italia (FdI), aderendo alla sua organizzazione giovanile Gioventù Nazionale e, in quest'ultima, ricoprendo gli incarichi di vicepresidente e responsabile regionale in Toscana.
Alle elezioni amministrative del 2019 si candida al consiglio comunale di Prato, nelle liste di FdI a sostegno del candidato sindaco di centro-destra Daniele Spada, risultando tuttavia non eletta.
Alle elezioni politiche anticipate del 2022 viene candidata alla Camera dei deputati, tra le liste di Fratelli d'Italia nei collegi plurinominali Toscana 2 come capolista, Toscana 1, Toscana 3 e Umbria 1 in seconda posizione, venendo eletta deputata nel collegio Toscana 1. Nella XIX legislatura è componente della 13ª Commissione Agricoltura e del Comitato parlamentare di controllo sull'attuazione dell'Accordo di Schengen, di vigilanza sull'attività di Europol, di controllo e vigilanza in materia di immigrazione.